# ساراكاين
بلدية شرَّاقين أو (نقحرة: ساراكاين) (بالإسبانية: Sarracín)‏, هي إحدى بلديات مقاطعة برغش, التي تقع في منطقة قشتالة وليون, والتي تقع في شمال غرب إسبانيا.
يبلغ عدد سكانها 250 نسمة وفقاً لإحصائية سنة (2002).